# Jean Vincent
Pour les articles homonymes, voir Jean Vincent (homonymie) et Vincent.
Jean Vincent est un footballeur international puis entraîneur français, né le 29 novembre 1930 à Labeuvrière (Pas-de-Calais) et mort le 13 août 2013 à Saint-Nazaire.
Comme joueur, il évolue au poste d'ailier gauche du début des années 1950 jusqu'au milieu des années 1960 et est considéré comme un des meilleurs ailiers de son époque.
Formé à l'US Auchel, il joue de 1950 à 1956 au Lille OSC, avec qui il remporte un championnat de France et deux coupes de France, puis de 1956 à 1964 au Stade de Reims où il conquit trois Championnats de France et une Coupe de France et parvient en finale de la coupe d'Europe des clubs champions.
En équipe de France, il joue 46 matchs et marque 22 buts. Il participe à la Coupe du monde 1954 puis celle de 1958 où la France termine 3e. Il termine ensuite 4e du premier championnat d'Europe des Nations en 1960. Il est également Champion d'Europe juniors en 1949.
Comme entraîneur de club, il remporte avec le Football Club de Nantes deux Championnats de France et une Coupe de France, avec le Stade rennais le titre de champion de France de deuxième division. Il est également champion du Maroc avec le Wydad de Casablanca. En tant qu'entraîneur de sélection nationale, il dirige le Cameroun lors de la Coupe du monde 1982 puis la Tunisie en 1986.

## Carrière de joueur

### Débuts à Auchel et victoire en championnat d'Europe juniors
Jean Vincent commence le football dans le club de sa ville, l'Étoile Sportive de Labeuvrière en 1943. À 16 ans, il rejoint à l'US Auchel qui vient d'être couronné champion de France amateurs.
Sous la direction de l'entraîneur Élie Fruchart, il progresse rapidement et se retrouve sélectionné en équipe de France juniors. En avril 1949, il participe au second championnat d'Europe juniors organisé aux Pays-Bas. Jean Vincent et ses coéquipiers Foix, Bonifaci, Méano notamment, remportent le tournoi en battant en finale le pays organisateur 4-1. C'est le premier trophée international pour une équipe de France de football.

### Lille OSC (1950-1956)
Repéré par le club voisin du Lille OSC, il signe son premier contrat professionnel à 19 ans. Il débute en équipe première le 27 août 1950 contre le Red Star (1-1) et marque son premier but en fin de saison contre le FC Nancy (2-1). Au total, il dispute quatre rencontres et marque un but lors de cette première saison. En juin 1951, il joue la demi-finale de la Coupe Latine contre le Sporting Portugal (1-1) puis la finale contre le Milan AC qui se solde par une défaite 5-0.
La saison suivante, Jean Vincent s'impose comme titulaire dans l'équipe nordiste et marque 14 buts dont un triplé lors de la 17e journée contre le Racing Club de Paris (7-3). Le club finit troisième du championnat de France et perd en demi-finale de la coupe de France contre Bordeaux (2-1). Lors de ce match, le gardien titulaire étant blessé, le gardien remplaçant fâché avec les dirigeants et le troisième gardien jugé trop jeune, c'est Jean Baratte habituellement à la pointe de l'équipe nordiste qui occupe le poste de gardien.
En 1952-1953, le club termine quatrième du championnat mais c'est en coupe de France que Jean Vincent et son équipe réalise un excellent parcours. En demi-finale, il marque le but de la victoire contre l'AS Saint-Étienne (1-0). En finale contre le Football Club de Nancy, il ouvre le score à la 17e minute d'un tir croisé sur une passe de Erik Kuld Jensen. Lille gagne la quatrième coupe de France de son histoire en s'imposant 2-1.
En 1953-1954, son association à la pointe de l'attaque lilloise avec Yvon Douis, André Strappe et Jean-Paul Desrousseau fait des merveilles et le LOSC gagne le championnat de France. L'équipe dispute également la finale de la coupe Drago contre le Stade de Reims qu'il perd 6-3 malgré un but de Vincent.
Le départ de Cor van der Hart l'année suivante déstabilise l'équipe et malgré les 15 buts de Vincent en 33 rencontres, le club connait une fin de saison difficile. Il doit passer par les barrages pour se maintenir en première division. En Coupe de France, le club dispute la finale contre les Girondins de Bordeaux. Jean Vincent joue pour la deuxième fois de sa carrière avant-centre aux côtés de Douis, Strappe se positionnant en meneur de jeu. La tactique fonctionne et Vincent ouvre le score de la tête à la suite d'un centre de Bernard Lefèvre à la 7e minute, le LOSC s'impose cinq à deux.
La saison 1955-1956 est sa dernière dans le Nord, il dispute 31 matchs et marque 11 buts. Jean Vincent ne participe pas à la fin de la saison et ne joue ni la finale de la Coupe Drago perdue contre Nîmes Olympique, ni les barrages contre l'US Valenciennes (défaite 4-0 en match d'appui) qui provoquent la chute du LOSC en Division 2.

### Stade de Reims (1956-1964)
Le club lillois ayant besoin d'argent, il est transféré au Stade de Reims pour 195 000 francs (19,5 millions d'anciens francs d'avant 1960) et la recette du prochain Lille-Reims et a pour mission avec les autres recrues Just Fontaine et Roger Piantoni de faire oublier Raymond Kopa parti au Real Madrid.
Après une saison d'adaptation, Jean Vincent réalise avec ses coéquipiers le doublé Coupe-championnat en 1958. Lors de seconde mi-temps de la finale de Coupe de France disputé contre Nîmes Olympique, Dominique Colonna, le gardien rémois se blesse et ne peut plus assurer son poste, Vincent le remplace avec succès repoussant ainsi un tir sur la barre. Le club l'emporte finalement 3-1.
L'année suivante le Stade de Reims dispute pour la seconde fois une finale de la Coupe d'Europe des clubs champions contre le Real Madrid de Raymond Kopa et Alfredo Di Stéfano, Vincent et ses coéquipiers s'inclinent logiquement 2-0. Aucun Rémois ne joue sur sa vraie valeur, à l'exception de Colonna qui arrête un penalty. Vincent s'illustre négativement en blessant gravement Kopa au genou.
Il est à nouveau champion de France en 1960. Avec le retour de Kopa, l'attaque rémoise se confond avec l'attaque de l'équipe de France et marque 109 buts en Championnat. Fontaine finit meilleur buteur avec 28 buts, Piantoni en marque 18, Kopa et Vincent 14 chacun.
Il remporte avec ses coéquipiers un dernier Championnat en 1962 pour un but de goal-average sur le Racing. En 1963, il est avec son club vice-champion de France derrière l'AS Monaco et perd en demi-finale de la Coupe de France contre ces mêmes Monégasques malgré un but marqué.
La saison suivante, le Stade de Reims est profondément amoindri. Il perd son entraîneur Albert Batteux, brouillé avec le président Henri Germain, Raymond Kopa est suspendu six mois à la suite d'une altercation avec Georges Verriest, le sélectionneur de l'Équipe de France, Roger Piantoni n'arrive pas à revenir de blessure et Just Fontaine doit prendre sa retraite. Reims finit 17e de première division et descend en seconde division avec la plus faible attaque du championnat, Jean Vincent et Raymond Kopa ne suffisant pas pour sauver le club. Il arrête sa carrière professionnelle sur cette relégation à l'âge de 34 ans.

## En équipe de France
Sa première sélection en équipe de France date du 17 décembre 1953 pour un match de qualification de la Coupe du monde contre le Luxembourg, 8-0. Il marque deux buts et offre une passe décisive à Jacques Foix.

### Coupe du monde 1954 et victoires amicales de prestige
Sa performance lors de son second match en bleu contre la Belgique le 30 mai 1954, le fait retenir par les sélectionneurs pour la Coupe du monde 1954 qui débute quinze jours plus tard. Il marque, lors du second match contre le Mexique, un but sur une passe de Ben Tifour et provoque le pénalty transformé par Raymond Kopa mais la France ne dépasse pas le stade du premier tour de la compétition. Il est un des rares tricolores à tirer son épingle du jeu lors de cette Coupe du monde.
Aux lendemains de cette Coupe du monde raté, Vincent s'illustre avec l'équipe de France en novembre 1954 en battant les Allemands, tout juste auréolés de leur titre acquis en Suisse, chez eux 3-1, Kopa lui offrant le but du 2-0. Autre grande victoire celle contre l'Espagne en mars 1955, les Français battent l'Espagne chez elle 2-1, Vincent marque le but de la victoire à la 73e minute sur une reprise d'un centre de Léon Glovacki lancé par Kopa. Lors du match suivant contre l'Angleterre en mai 1955 (1-0), il est à l'origine du pénalty transformé par Kopa à la 37e minute.
Avec ses coéquipiers de l'équipe de France, Robert Jonquet et Raymond Kopa, Jean Vincent, alors au sommet de sa carrière, est retenu en aout 1955 dans la sélection du "Continent" qui affronte et bat la Grande-Bretagne à Belfast, Il égalise à 1 à 1 avant que le Yougoslave Vukas marque 3 buts pour porter le score à 4-1.

### Coupe du monde 1958
Jean Vincent et six de ses coéquipiers du Stade de Reims sont sélectionnés pour la Coupe du monde. Il marque le dernier but de la victoire contre le Paraguay 7-3 puis participe à la totalité des matchs de l'épopée suédoise. En seconde mi-temps contre l'Écosse, Albert Batteux, sélectionneur de l'équipe de France, demande à Vincent de jouer demi, poste tenu alors par Roger Piantoni, pour permettre à celui-ci d'opérer en pointe. Cette formation sera conservée contre l'Irlande du Nord puis en demi-finale.
Lors du match contre le Brésil, il est repositionné au milieu du terrain au marquage de Didi à la suite de la blessure de Robert Jonquet à la 34e minute, la France à 10 s'incline 5-2. Quatre jours plus tard, pour le match de la 3e place contre l'Allemagne, il retrouve son rôle d'ailier en l'absence de Piantoni et la France s'impose 6 buts à 3.

### Championnat d'Europe 1960
C'est en capitaine de l'équipe de France qu'il débute les premiers Championnats d'Europe de football organisés en 1960 dont la phase finale à quatre équipes se déroule en France.
En huitièmes de finale contre la Grèce (7-1 au match aller) puis en quarts contre l'Autriche (5-2 au match aller), il marque à chaque fois deux buts.
Le 16 mars 1960, il est de nouveau choisi comme capitaine pour le match contre le Chili (6-0), il marque un but sur une passe de Lucien Muller et offre une passe décisive à Just Fontaine.
L'équipe de France est présenté comme la favorite de la phase finale mais sa ligne d'attaque est décimée, Kopa, Fontaine et Piantoni sont blessés et ils ne sont plus que quatre de l'aventure de 1958 à être sélectionnés (Vincent, Jean-Jacques Marcel, Maryan Wisnieski et Robert Jonquet).
Lors de la demi-finale contre la Yougoslavie, il égalise à la 12e minute du gauche à la suite d'une passe de Muller puis offre la balle de 3-1 à Wisnieski, l'équipe de France s'incline cependant après avoir encaissé trois buts dans la dernière demi-heure de jeu.
Lors du match pour la troisième place contre la Tchécoslovaquie, malgré le retour de Jonquet en défense centrale, la France s'incline 2-0 au Vélodrome dans un match de faible niveau.

### Fin de l'aventure en bleu
Il porte une dernière fois le brassard lors de la défaite contre la Suisse 6-2 puis connait sa dernière sélection contre la Belgique (18 octobre 1961) où il est positionné au marquage de Paul Van Himst et joue ainsi pour la première fois un rôle d'arrière.
Il apparait encore sur la feuille de match en tant que réserviste lors des matchs contre l'Espagne (1-1) et lors du match d'appui décisif pour la qualification à la Coupe du monde contre la Bulgarie, le 16 décembre 1961. Cette défaite, synonyme de non voyage au Chili, sera sa dernière apparition dans le groupe de l'équipe de France.

## Carrière d'entraîneur

### Apprentissage
Il raccroche les crampons et entame une carrière d'entraîneur au SM Caen, club du Championnat de France amateur à partir de juillet 1964.
Il connait avec ce club la relégation en Division d'Honneur en 1965 puis la remontée immédiate après avoir fini la saison 1re de DH de Normandie en 1966.
Il part ensuite au FC La Chaux-de-Fond, club opérant en Ligue Nationale A Suisse de juillet 1967 à novembre 1970. Le club lutte ces trois saisons contre la relégation
Jean Vincent revient en France en 1971 et prend la direction de l'équipe du SC Bastia qui vient de frôler la relégation et remplace Delfour. Il parvient à maintenir Bastia en D1 à la faveur d'une fin de championnat très productive. La saison suivante (71-72) un différend avec l'équipe dirigeante provoque son départ et son remplacement par Pierre Cahuzac.
Il rebondit l'année suivante au FC Lorient en Division 2. Le club a peu de moyens mais développe un jeu agréable. En 1975 et 1976, il manque de peu avec les merlus l’accession en première division. Au printemps 1976, alors qu'il vient de signer au club pour deux ans supplémentaires, Jean Vincent est contacté par le FC Nantes pour remplacer José Arribas.

### Nantes et les trophées en France

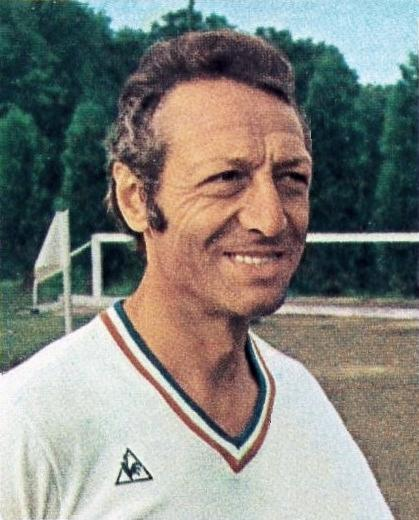
Jean Vincent en 1978.

En 1976, Jean Vincent succède donc à José Arribas, il est préféré à Jean-Claude Suaudeau jugé alors trop jeune par la direction du club nantais. Il privilégie les joueurs formés au club, et continue à favoriser le jeu à la nantaise développé par son prédécesseur, ce jeu offensif fait de mouvements spectaculaires sur le terrain. Il est en cela aidé par l'ancien élève d'Arribas, Coco Suaudeau devenu son adjoint en 1978.
Jean Vincent dispose d'un effectif de qualité, il s'appuie sur le capitaine Henri Michel, sur une défense composée de Bertrand-Demanes, Rio, Bossis, Bargas et fait confiance au trio de l'équipe de France olympique de Montréal, Baronchelli-Pécout-Amisse pour dynamiser l'attaque.
Il encourage son équipe à prendre des risques et aller de l'avant et les résultats suivent. Nantes remporte le championnat en 1977 et en 1980 et termine second en 1978 et 1979. Le club est également vainqueur de la coupe de France en 1979.
La saison 1979-80, outre la suprématie en championnat, permet d'écrire l'une des plus belles pages de l'histoire du club en coupe des Coupes. Les Irlandais de Cliftonville FC, le Steaua Bucarest, le Dynamo Moscou succombent. En demi-finale, le club est opposé au Valence CF entrainé par Alfredo Di Stéfano. Au match aller, il s'impose 2-1 grâce à deux buts de Baronchelli, Jean Vincent déclare « Cette fois nous ne sommes passés à côté de notre match. Le seul regret que nous pouvons nourrir, c'est ne pas avoir gagné plus nettement ».
Au match retour, les canaris se font corriger par Kempes et ses coéquipiers 4-0 à Valence, Kempes marque deux buts.
Le club est encore  vice-champion en 1981. En 1981-82, malgré les résultats, son autorité est contestée. Jean Vincent décide de quitter Nantes en cours de saison, le 3 mars 1982, après une dernière victoire en championnat, 3-0 contre l'AS Saint-Étienne. Il est remplacé par Jean-Claude Suaudeau.

### Les lions indomptables
Il prend alors en mains l'équipe nationale du Cameroun, trois mois avant la Coupe du monde 1982 en Espagne. Sous sa direction, les « Lions indomptables » font sensation, terminant le premier tour invaincus, mais éliminés après trois matches nuls contre le Pérou (0-0), la Pologne (0-0) et l'Italie (1-1), futur vainqueur de l'épreuve.

### Stade rennais
Jean Vincent dirige ensuite les joueurs du Stade rennais de 1982 à 1984 où il succède à Pierre Garcia au poste d'entraîneur. Le Stade rennais remonte en première division en terminant en tête du groupe A. Dans le match des champions de D2, Rennes rencontre le SC Toulon, premier du groupe B. A l'aller, les bretons s'imposent 1-0 dans le sud de la France puis concèdent le match nul 2-2 sur leur terrain. Le Stade rennais est Champion de France de deuxième division.
Pour son retour dans l'élite, Jean Vincent peut compter sur Yannick Stopyra, nouvelle recrue du club et sur Pierrick Hiard qui retrouve sa Bretagne et les buts rennais après son départ à Bastia en 1978. Malgré ce recrutement, Rennes termine 20e et dernier du classement. Jean Vincent est alors évincé de ses fonctions.

### Wydad Casablanca et la sélection tunisienne
Il prend le chemin du Maroc en 1985 pour prendre en main l'équipe du Wydad de Casablanca. Il lance WAC de nombreux jeunes tels que Hassan Nader et Khalil Azmi en équipe première et le WAC termine champion pour la douzième fois de son histoire avec deux points d'avance sur le Raja Casablanca.
Il accepte ensuite le poste de sélectionneur de l'équipe de Tunisie en 1986-1987. Il est démis de son poste de sélectionneur à la suite d'une série de défaites notamment en qualification de la CAN 1988.

### Fin de carrière
À partir de 1988, Jean Vincent organise à Saint-Brevin-les-Pins des stages pour jeunes footballeurs à Pâques et en été. En 1995, Jean Vincent prend sa retraite et les stages sont repris par le FC Nantes.
Il meurt le 13 août 2013, à l'âge de 82 ans,,.

## Statistiques

### En club
Le tableau ci-dessous résume les statistiques en match officiel de Jean Vincent durant sa carrière de joueur professionnel,.
| Saison                | Club                  | Championnat           | Championnat | Championnat | Coupe(s) nationale(s) | Coupe(s) nationale(s) | Compétition(s) continentale(s) | Compétition(s) continentale(s) | Compétition(s) continentale(s) | France | France | Total | Total |
| Saison                | Club                  | Division              | M.          | B.          | M.                    | B.                    | Comp.                          | M.                             | B.                             | M.     | B.     | M.    | B.    |
| 1950-1951             | Lille OSC             | Division 1            | 4           | 1           | -                     | -                     | -                              | -                              | -                              | -      | -      | 4     | 1     |
| 1951-1952             | Lille OSC             | Division 1            | 27          | 14          | 5                     | 1                     | -                              | -                              | -                              | -      | -      | 32    | 15    |
| 1952-1953             | Lille OSC             | Division 1            | 33          | 8           | 6                     | 6                     | -                              | -                              | -                              | -      | -      | 39    | 14    |
| 1953-1954             | Lille OSC             | Division 1            | 31          | 4           | 6                     | 1                     | -                              | -                              | -                              | 4      | 4      | 41    | 9     |
| 1954-1955             | Lille OSC             | Division 1            | 34          | 15          | 8                     | 5                     | -                              | -                              | -                              | 5      | 2      | 47    | 22    |
| 1955-1956             | Lille OSC             | Division 1            | 25          | 9           | 6                     | 2                     | -                              | -                              | -                              | 3      | 1      | 34    | 12    |
| Sous-total            | Sous-total            | Sous-total            | 154         | 51          | 31                    | 15                    | -                              | -                              | -                              | 12     | 7      | 197   | 73    |
| 1956-1957             | Stade de Reims        | Division 1            | 34          | 8           | 3                     | 0                     | -                              | -                              | -                              | 5      | 4      | 42    | 12    |
| 1957-1958             | Stade de Reims        | Division 1            | 31          | 8           | 6                     | 3                     | -                              | -                              | -                              | 11     | 1      | 48    | 12    |
| 1958-1959             | Stade de Reims        | Division 1            | 36          | 10          | 3                     | 2                     | C1                             | 9                              | 3                              | 5      | 5      | 53    | 20    |
| 1959-1960             | Stade de Reims        | Division 1            | 37          | 14          | 5                     | 4                     | -                              | -                              | -                              | 8      | 5      | 50    | 23    |
| 1960-1961             | Stade de Reims        | Division 1            | 32          | 10          | 3                     | 1                     | C1                             | 4                              | 3                              | 4      | 0      | 43    | 14    |
| 1961-1962             | Stade de Reims        | Division 1            | 37          | 9           | 5                     | 1                     | -                              | -                              | -                              | 1      | 0      | 43    | 10    |
| 1962-1963             | Stade de Reims        | Division 1            | 28          | 5           | 5                     | 6                     | C1                             | 3                              | 0                              | -      | -      | 36    | 11    |
| 1963-1964             | Stade de Reims        | Division 1            | 32          | 4           | 4                     | 1                     | -                              | -                              | -                              | -      | -      | 36    | 5     |
| Sous-total            | Sous-total            | Sous-total            | 267         | 68          | 34                    | 18                    | -                              | 16                             | 6                              | 34     | 15     | 351   | 107   |
| Total sur la carrière | Total sur la carrière | Total sur la carrière | 421         | 119         | 65                    | 33                    | -                              | 16                             | 6                              | 46     | 22     | 548   | 180   |

### En Équipe de France
Ce tableau ci-dessous résume les apparitions de Jean Vincent sous le maillot de l'équipe de France A
| #     | Date              | Compétition                             | Lieu                                      | Adversaire           | Score | But(s) | Passes décisives | Note      |
| ----- | ----------------- | --------------------------------------- | ----------------------------------------- | -------------------- | ----- | ------ | ---------------- | --------- |
| 1     | 17 décembre 1953  | Qualification Coupe du monde 1954       | Parc des Princes (Paris)                  | Luxembourg           | 8-0   | 2      | 1                | -         |
| 2     | 30 mai 1954       | Match amical                            | Stade du Heysel (Bruxelles)               | Belgique             | 3-3   | 1      | 0                | -         |
| 3     | 16 juin 1954      | Coupe du monde 1954                     | Stade olympique de la Pontaise (Lausanne) | Yougoslavie          | 0-1   | 0      | 0                | -         |
| 4     | 19 juin 1954      | Coupe du monde 1954                     | Stade des Charmilles (Genève)             | Mexique              | 3-2   | 1      | 0                | -         |
| 5     | 16 octobre 1954   | Match amical                            | Niedersachsenstadion (Hanovre)            | Allemagne de l'Ouest | 3-1   | 1      | 0                | -         |
| 6     | 11 novembre 1954  | Match amical                            | Yves-du-Manoir (Colombes)                 | Belgique             | 2-2   | 0      | 0                | -         |
| 7     | 17 mars 1955      | Match amical                            | Nuevo Estadio Chamartín (Madrid)          | Espagne              | 2-1   | 1      | 0                | -         |
| 8     | 3 avril 1955      | Match amical                            | Yves-du-Manoir (Colombes)                 | Suède                | 2-0   | 0      | 1                | -         |
| 9     | 15 mai 1955       | Match amical                            | Nuevo Estadio Chamartín (Madrid)          | Angleterre           | 1-0   | 0      | 0                | -         |
| 10    | 9 octobre 1955    | Match amical                            | Stade Saint-Jacques (Bâle)                | Suisse               | 2-1   | 0      | 0                | -         |
| 11    | 23 octobre 1955   | Match amical                            | Stade Dynamo (Moscou)                     | Union soviétique     | 2-2   | 0      | 0                | -         |
| 12    | 25 mars 1956      | Match amical                            | Yves-du-Manoir (Colombes)                 | Autriche             | 3-1   | 1      | 1                | -         |
| 13    | 7 octobre 1956    | Match amical                            | Yves-du-Manoir (Colombes)                 | Hongrie              | 1-2   | 0      | 0                | -         |
| 14    | 21 octobre 1956   | Match amical                            | Yves-du-Manoir (Colombes)                 | Union soviétique     | 2-1   | 1      | 0                | -         |
| 15    | 11 novembre 1956  | Qualification Coupe du monde 1958       | Yves-du-Manoir (Colombes)                 | Belgique             | 6-3   | 1      | 0                | -         |
| 16    | 24 mars 1957      | Match amical                            | Stade national du Jamor (Lisbonne)        | Portugal             | 1-0   | 0      | 0                | -         |
| 17    | 2 juin 1957       | Qualification Coupe du monde 1958       | Stade Marcel-Saupin (Nantes)              | Islande              | 8-0   | 2      | 0                | -         |
| 18    | 27 octobre 1957   | Qualification Coupe du monde 1958       | Stade du Heysel (Bruxelles)               | Belgique             | 0-0   | 0      | 0                | -         |
| 19    | 27 novembre 1957  | Match amical                            | Stade de Wembley (Londres)                | Angleterre           | 0-4   | 0      | 0                | -         |
| 20    | 27 octobre 1957   | Match amical                            | Parc des Princes (Paris)                  | Bulgarie             | 2-2   | 0      | 0                | -         |
| 21    | 13 mars 1958      | Match amical                            | Parc des Princes (Paris)                  | Espagne              | 2-2   | 0      | 1                | -         |
| 22    | 16 avril 1958     | Match amical                            | Parc des Princes (Paris)                  | Suisse               | 0-0   | 0      | 0                | -         |
| 23    | 8 juin 1958       | Coupe du monde 1958                     | Idrottsparken (Norrköping)                | Paraguay             | 7-3   | 1      | 0                | -         |
| 24    | 11 juin 1958      | Coupe du monde 1958                     | Arosvallen (Västerås)                     | Yougoslavie          | 2-3   | 0      | 0                | -         |
| 25    | 15 juin 1958      | Coupe du monde 1958                     | Eyravallen (Örebro)                       | Écosse               | 2-1   | 0      | 0                | -         |
| 26    | 19 juin 1958      | Coupe du monde 1958                     | Idrottsparken (Norrköping)                | Irlande du Nord      | 4-0   | 0      | 0                | -         |
| 27    | 24 juin 1958      | Coupe du monde 1958                     | Stade Råsunda (Solna)                     | Brésil               | 2-5   | 0      | 0                | -         |
| 28    | 28 juin 1958      | Coupe du monde 1958                     | Ullevi (Göteborg)                         | Allemagne de l'Ouest | 6-3   | 0      | 0                | -         |
| 29    | 1er octobre 1958  | Qualification Championnat d'Europe 1960 | Parc des Princes (Paris)                  | Grèce                | 7-1   | 2      | 0                | -         |
| 30    | 5 octobre 1958    | Match amical                            | Stade du Prater (Vienne)                  | Autriche             | 1-2   | 0      | 0                | -         |
| 31    | 26 octobre 1958   | Match amical                            | Yves-du-Manoir (Colombes)                 | Allemagne de l'Ouest | 2-2   | 0      | 0                | -         |
| 32    | 9 novembre 1958   | Match amical                            | Yves-du-Manoir (Colombes)                 | Italie               | 2-2   | 1      | 0                | -         |
| 33    | 11 mars 1959      | Match amical                            | Yves-du-Manoir (Colombes)                 | Belgique             | 2-2   | 2      | 0                | -         |
| 34    | 11 octobre 1959   | Match amical                            | Stade national Vassil-Levski (Sofia)      | Bulgarie             | 0-1   | 0      | 0                | -         |
| 35    | 11 novembre 1959  | Match amical                            | Yves-du-Manoir (Colombes)                 | Portugal             | 5-3   | 0      | 1                | -         |
| 36    | 13 décembre 1959  | Qualification Championnat d'Europe 1960 | Yves-du-Manoir (Colombes)                 | Autriche             | 5-2   | 2      | 0                | -         |
| 37    | 17 décembre 1959  | Match amical                            | Parc des Princes (Paris)                  | Espagne              | 4-3   | 1      | 1                | -         |
| 38    | 28 février 1960   | Match amical                            | Stade du Heysel (Bruxelles)               | Belgique             | 0-1   | 0      | 0                | -         |
| 39    | 16 mars 1960      | Match amical                            | Parc des Princes (Paris)                  | Chili                | 6-0   | 1      | 1                | -         |
| 40    | 6 juillet 1960    | Championnat d'Europe 1960               | Parc des Princes (Paris)                  | Yougoslavie          | 4-5   | 1      | 1                | Capitaine |
| 41    | 9 juillet 1960    | Championnat d'Europe 1960               | Stade Vélodrome (Marseille)               | Tchécoslovaquie      | 0-2   | 0      | 0                | Capitaine |
| 42    | 25 septembre 1960 | Qualification Coupe du monde 1962       | Stade olympique d'Helsinki (Helsinki)     | Finlande             | 2-1   | 0      | 0                | Capitaine |
| 43    | 28 septembre 1960 | Match amical                            | Stade du 10e anniversaire (Varsovie)      | Pologne              | 2-2   | 0      | 2                | Capitaine |
| 44    | 12 octobre 1960   | Match amical                            | Stade Saint-Jacques (Bâle)                | Suisse               | 2-6   | 0      | 2                | Capitaine |
| 45    | 30 octobre 1960   | Match amical                            | Stade Råsunda (Solna)                     | Suède                | 0-1   | 0      | 0                | -         |
| 46    | 18 octobre 1961   | Match amical                            | Stade du Heysel (Bruxelles)               | Belgique             | 0-3   | 0      | 0                | Capitaine |
| Total | Total             | Total                                   | Total                                     | Total                | Total | 22     | 12               | -         |

Lors du match France-Luxembourg de 1953, la France a aligné une sélection « Espoirs » entrainée par Albert Batteux ; ce match a été réintégré a posteriori dans la liste des matches « A », étant qualificatif pour la Coupe du monde.

## Palmarès de joueur
- En sélection
  - Troisième de la Coupe du monde en 1958 (équipe de France).
  - Quatrième du championnat d'Europe en 1960 (équipe de France).
  - 46 sélections en équipe de France, 22 buts.
  - Champion d'Europe en 1949 (équipe de France juniors).
  - Une sélection dans l'équipe du continent, qui bat la Grande-Bretagne en 1954.
- En club
  - Finaliste de la Coupe des clubs champions européens en 1959 (Stade de Reims).
  - Finaliste de la Coupe latine en 1951 (Lille OSC).
  - Champion de France en 1954 (Lille OSC), 1958, 1960 et 1962 (Stade de Reims), vice-champion en 1951 (Lille OSC) et 1963 (Stade de Reims).
  - Vainqueur de la Coupe de France en 1953, 1955 (Lille OSC) et 1958 (Stade de Reims).
  - Vainqueur du Trophée des champions 1958 et 1960, finaliste en 1962 (Stade de Reims).
  - Finaliste de la Coupe Charles Drago en 1954 (Lille OSC).
  - Vainqueur de la Coupe Mohamed V en 1962 (Stade de Reims).

## Palmarès d'entraîneur
- Europe
  - Demi-finaliste de la Coupe d'Europe des vainqueurs de coupe en 1980 (FC Nantes).
- France
  - Champion de France 1977 et 1980, vice-champion en 1978, 1979 et 1981 (FC Nantes).
  - Champion de France de Division 2 en 1983 (Stade rennais).
  - Vainqueur de la Coupe de France en 1979 (FC Nantes).
  - Entraîneur français de l'année 1980 pour France Football.
- Maroc
  - Champion du Maroc en 1986 (Wydad de Casablanca).

## Sources et références
1. ↑  Claude Loire, L'encyclopédie du Stade rennais, 2015, Éditions Apogée, p. 196.
2. ↑  « Jean Vincent »(Archive.org • Wikiwix • Archive.is • Google • Que faire ?), sur commune-labeuvriere.fr (consulté le 26 décembre 2010).
3. ↑  « Les champions d'Europe juniors 1949 », sur footency.com (consulté le 26 décembre 2010).
4. ↑  Coupe de France: La folle épopée p. 35.
5. ↑  « Coupe de France Saison 1952 - 1953 », sur fff.fr (consulté le 26 décembre 2010).
6. ↑  « Coupe de France Saison 1954 - 1955 », sur fff.fr (consulté le 26 décembre 2010).
7. ↑  Stade de Reims, une histoire sans fin, p. 88.
8. ↑  « Vincent se souvient », sur om4ever.com (consulté le 26 décembre 2010).
9. ↑   50 ans de Coupe d'Europe, p. 307.
10. ↑  100 ans de Football, p. 234.
11. ↑  « Feuille du match  France - Luxembourg », sur FFF.fr, 17 décembre 1953.
12. ↑  « Feuille du match  France - Mexique », sur FFF.fr, 19 juin 1954
13. ↑  100 ans de Football en France, p. 206.
14. ↑  Fiche du match sur www.englandfootballonline.com.
15. ↑  « Feuille du match  France - Grèce », sur FFF.fr, 1er octobre 1958.
16. ↑  « Feuille du match  France - Autriche », sur FFF.fr, 13 décembre 1959.
17. ↑  France Football, 25 décembre 2001, no 2907, « Le roman de l'équipe de France », p. 29.
18. ↑  « Nouvel entraîneur au FC La Chaux-de-Fonds », Journal de Genève,‎ 16 juin 1967 (lire en ligne).
19. ↑  Bernard Verret, Les grandes heures du FC Nantes, p. 145-146.
20. ↑   J'aime les Canaris : Football-club de Nantes-Atlantique p. 40.
21. ↑  50 ans de coupes d'Europe p. 285.
22. ↑  Pierre Minier, FCNA. Football Club Nantes Atlantique,p. 39.
23. ↑   Histoire du Wydad Casablanca.
24. ↑   Jean Vincent à la tête de la Tunisie.
25. ↑  site Stages FCNA Jean Vincent.
26. ↑  « Jean Vincent n’est plus », sur fcnantes.com.
27. ↑  « Décès de Jean Vincent - Foot - Disparition », sur lequipe.fr, L'Équipe, 13 août 2013 (consulté le 8 août 2020).
28. ↑  « Jean Vincent »(Archive.org • Wikiwix • Archive.is • Google • Que faire ?), sur francefootball.fr (consulté le 13 mars 2010).
29. ↑  « Fiche de Jean Vincent », sur footballdatabase.eu.
30. ↑  « Fiche de Jean Vincent », sur FFF.fr.